# Budjonni
Budjonnihästen är uppkallad efter en rysk marskalk vid namn Semjon Budjonny, en av de mest berömda kavalleribefälhavarna under inbördeskriget i Ryssland 1918-1920. Idag används den mycket inom tävlingar och har visat sig vara en perfekt hopp- och dressyrhäst. 

## Historia
I början av 1920-talet startade man ett avelsprogram i Rostov-området i Ryssland. Detta var Första kavalleriarméns stuterier och kom senare att kallas Budjonnistuteriet. Avsikten var att skapa remonter som snabbt kunde ersätta de extrema förlusterna av hästar under första världskriget. Första steget mot en helt ny ras togs från utvalda ston av rasen Donhäst och av kosackhästar som kallades Tjernemor som korsades med engelska fullblod. Tjernemor var mindre exemplar av Donhästarna. 
Under en period blandade man in hästraserna Kirgiz- och kazakhästar i blandningen men dessa avkommor ärvde antingen de värsta exteriöra felen eller så saknade de styrka och uthållighet. Senare skulle Budjonnin faktiskt komma att användas för att förbättra just dessa raser som skulle blivit deras stamfäder. Istället valde man att avla på engelska fullblod och de bästa avkommorna avsattes för att bli rasen Budjonni. Dessa första exemplar kallade anglo-donhästar. Av de 657 ston som användes i avelsprogrammet var 359 anglo-donhästar, 261 var anglo-donhästar blandade med tjernemorhästar och resten var engelska fullblod korsade med tjernemon, så kallade anglotjernemor. De ston som inte visade tillräckligt med fullblodskaraktär återkorsades med engelska fullblod. 
Budjonnin blev officiellt godkänd 1949 och fanns då i tre typer. Massiv, orientalisk och Medel. Man blandade i lite mer fullblod än i de tidigare avkommorna för att förbättra rasens prestanda. Man tog speciell hänsyn till de ston som skulle föla genom att de fick det absolut bästa betet. Många av de första exemplar som föddes upp fick mellan 2 och 4 års ålder testas på kapplöpningsbanor och kavalleriets egen hoppbana. 
En Budjonnihingst vid namn Zanos tillryggalade en sträcka på 309 km på 24 timmar, med enbart fyra timmars vila och tillsammans med en annan Budjonni klarade han 1800 km på 15 dagar. 

## Egenskaper
Budjonnin är en perfekt allroundhäst med talang för både hoppning och dressyr. Den har en stark benstomme och långa ben. Budjonnin kallas ibland Budjonny eller Budjonnyj. Den har en tålig och tuff karaktär men är ganska ädel i kroppen. Den har ärvt många av sina förfäders goda sidor.
Runt 80 % av alla Budjonnihästar är fuxar och de flesta har en nästan metalliskt, gyllene lyster i pälsen som härstammar från stamraserna Tjernemor och Donhäst. 
Tvååringar av rasen brukar hastighetstestas på en sträcka på 1200 m och deras genomsnittstid är 1 minut och 16 sekunder vilket bara är aningens längre tid än världens snabbaste ras, det engelska fullblodet. Treåringar kan också prövas men då på en distans av 2,4 km med ett genomsnitt på lite över 2 och en halv minut. 